# Triesting
Triesting er en biflod til Schwechat og dermed Donau. Floden ligger i Wienerwald i Niederösterreich i Østrig. Floden er 60 km lang. Triesting har flere forskellige små kilder, og det er dermed svært entydigt at fastlægge én kilde til floden. De vigtigste kilder ligger i skovene på sydvestsiden af Schöpfl-massivet.
Ved Achau munder Triesting sammen med Mödlingbach og Krottenbach ud i Schwechat.
48°04′52″N 16°23′57″Ø / 48.0811°N 16.3992°Ø